# Rancho Nuevo (södra Ciudad Valles kommun)
Rancho Nuevo är en ort i Mexiko.   Den ligger i kommunen Ciudad Valles och delstaten San Luis Potosí, i den centrala delen av landet, 270 km norr om huvudstaden Mexico City. Rancho Nuevo ligger 117 meter över havet och antalet invånare är 603.
Terrängen runt Rancho Nuevo är kuperad västerut, men österut är den platt. Terrängen runt Rancho Nuevo sluttar österut. Runt Rancho Nuevo är det ganska tätbefolkat, med 52 invånare per kvadratkilometer. Närmaste större samhälle är Ciudad Valles, 14,0 km nordost om Rancho Nuevo. Omgivningarna runt Rancho Nuevo är en mosaik av jordbruksmark och naturlig växtlighet.